# Římskokatolická farnost Křepice u Hustopečí
Římskokatolická farnost Křepice u Hustopečí je územní společenství římských katolíků s farním kostelem svatého Bartoloměje v rámci hustopečského děkanství brněnské diecéze.

## Historie farnosti
V Křepicích v lokalitě U Točky stával starý kostelík. Na konci 18. století byl již ve zchátralém stavu a proto byl nedaleko od něj postaven kostel nový, dokončen byl roku 1791.

## Duchovní správci
Administrátorem excurrendo byl od 1. července 1995 R. D. Mgr. Petr Havlát z Velkých Němčic. Toho s platností od srpna 2018 vystřídal farář R. D. Vít Fatěna.

## Bohoslužby
| Kostel              | Místo   | Bohoslužba (den)                    | Hodina | Poznámka     |
| ------------------- | ------- | ----------------------------------- | --- | ------------ |
| svatého Bartoloměje | Křepice | neděle pondělí středa čtvrtek pátek | 9.30 18.30 (letní čas), 17.30 (zimní čas) 16.30 18.30 (letní čas), 17.30 (zimní čas) 17.00 (1. pátek v měsíci) | Farní kostel |

## Aktivity farnosti
Dnem vzájemných modliteb farností za bohoslovce a bohoslovců za farnosti brněnské diecéze je 2. duben. Adorační den připadá na nejbližší neděli po 25. září.
Výuka náboženství probíhá ve škole a na faře. Za působení Petra Havláta farnosti Křepice, Uherčice a Velké Němčice vydávaly dvakrát ročně společný zpravodaj. Poté, co se stal v létě 2018 farářem Vít Fatěna, vychází samostatný farní zpravodaj.
Na území farnosti se pravidelně koná Tříkrálová sbírka. V roce 2014 se při ní vybralo 39 233 korun, tedy 31,35 korun na jednoho obyvatele, v roce 2015 pak 42 119 korun.Při sbírce v roce 2016 činil výtěžek 49 398 korun. V roce 2018 dosáhl výtěžek sbírky 51 704 korun.